# Del Amo (Metro de Los Ángeles)
Del Amo es una estación en la línea A del Metro de Los Ángeles y es administrada por la Autoridad de Transporte Metropolitano del Condado de Los Ángeles. Se encuentra localizada en Compton (California), entre Del Amo Boulevard y Santa Fe Avenue. Esta estación es la única de la línea A que es elevada.

## Conexiones de autobuses
- Metro Local: 202
- Carson Circuit: D, G
- Long Beach Transit: 191, 192, 193, 194